# Plaza Saguier
Plaza Saguier es una localidad argentina ubicada en el departamento Castellanos de la provincia de Santa Fe. Se encuentra sobre la ruta provincial 13, 24 km al Sudoeste de Rafaela. Es sede de la comuna de Saguier, que incluye también a la localidad de Estación Saguier.
La primera escuela data de 1884. Cuenta con un puesto de salud.

## Población
Cuenta con 262 habitantes (Indec, 2010), lo que representa un incremento del 10,5% frente a los 237 habitantes (Indec, 2001) del censo anterior.
| Gráfica de evolución demográfica de Plaza Saguier entre 1991 y 2010 |
|                                                                     |
| Fuente: Censos nacionales del INDEC                                 |